# Tauchscher
Der Tauchscher ist das bekannteste Stadtfest von Taucha. Es wird am letzten Wochenende im August drei Tage lang gefeiert. Zu den Höhepunkten des Festes zählen ein Konzert am Samstagabend auf der Festwiese sowie der traditionelle Festumzug der ortsansässigen Vereine, Sportgemeinschaften und Unternehmen. Der Umzug beginnt jeweils sonntags 14:00 Uhr.

## Geschichte
Die tauchsche Tradition hat ihre Wurzeln im Mittelalter. Ursprünglich hervorgegangen ist das Stadtfest um 1600 aus dem Tauchaer Pflaumenmarkt, der sich über viele Jahre hin zu einem beliebten Fest entwickelt hat. Zu seinen Besuchern zählten vor allem Leipziger Bürger. Überliefert ist, dass vor allem die Leipziger den Tauchschen als Gelegenheit nutzten, um das kleine Landstädtchen zu verspotten und zu verunglimpfen. Während sich das Stadtfest über die Jahre immer größer werdender Beliebtheit erfreute, wurde die Kluft zwischen Leipzigern und Tauchaern nie ganz überwunden, was Ende des 19. Jahrhunderts zu der fragwürdigen Tradition führte, sich zu verkleiden und Leipziger Bürgern auf dem Tauchschen aufzulauern und sie zu verprügeln. Über die Jahre hinweg haben sich daraus regelrechte Verabredungen zu Straßenkeilereien entwickelt, welche erst Ende der 60er Jahre langsam in Vergessenheit geraten sind. Die Tradition, sich zu verkleiden, blieb aber noch viele Jahre erhalten und war fester Bestandteil des Festes geworden, bis der Tauchsche Anfang der 70er Jahre verboten wurde. Nach dem Fall der Mauer und einer 825-Jahr-Feier im Jahr 1995 beschloss die Stadtverwaltung, die Tradition des Tauchschen wieder aufleben zu lassen. In den folgenden Jahren wurde das Stadtfest neu belebt und erlangte seine ursprüngliche Beliebtheit wieder. Seitdem ist das Stadtfest nur einmal ausgefallen, als es bei der Jahrhundertflut im Jahr 2002 umliegende Dörfer und Gemeinden schwer getroffen hatte.
Bemerkung: Einer mündlich überlieferten Legende nach liegen die Wurzeln des Tauchschen – mit dem Verkleiden und Keilereien – im 10 Jahre früheren Marktrecht für Leipzig um 1160 begründet. Zu der Zeit waren Taucha und Leipzig ungefähr gleich groß. Jedoch entwickelte sich Leipzig durch den Handel schnell. Die Tauchaer glaubten, als sie dann 1170 auch Marktrecht bekamen, die Entwicklung würde nun auch in Taucha einsetzen. Doch die Händler blieben in Taucha aus. Die Leipziger machten sich über die nicht erfüllten Hoffnungen der Tauchaer lustig. Sie fuhren, als Händler ferner Länder verkleidet, mit Fuhrwerken nach Taucha, um den Tauchaern den beginnenden Handel und den erhofften Aufschwung vorzutäuschen. Als die Tauchaer den Ulk und Spott erkannten, kam es zu den bereits oben genannten Prügeleien.

## Der Tauchsche heute
Der Tauchsche ist heute ein buntes Treiben mit verschiedenen Festivitäten. Das Fest teilt sich in Veranstaltungen am Markt und auf der Tauchaer Festwiese auf. Seit 2017 gibt es mit dem Flanier-Meilen-Café auf der Ecke An der Parthe/Badergasse einen dritten Veranstaltungsort, der Festwiese und Markt verbindet. Am Abend finden verschiedene Veranstaltungen statt, wie beispielsweise Tanzabende, Feuerwerke und Diskotheken für die Jugend. Am Samstag gibt es eine Spielstraße, an der rund 40 Händler, Vereine und Unternehmen teilnehmen. Eigens dafür wird die Hauptstraße durch die Altstadt gesperrt. Am letzten Tag des Festes, am Sonntag, findet traditionell der Festumzug durch die Straßen Tauchas statt.

## Modernisierung 2007
Durch Initiative verschiedener Organisatoren und Unternehmen erfuhr der Tauchsche 2007 eine Modernisierung und ging im Bereich Marketing neue Wege. So wurde am 16. Mai 2007 von den Stadtfestorganisatoren „Pflaumino“ das Stadtfestmaskottchen genehmigt, welches von dem Leipziger Marco Petzold entworfen wurde und dem Fest ein neues Gesicht geben soll. Ein Motto, wie es jedes Jahr gegeben hat, gab es 2007 nicht mehr. Seit 2008 übernimmt die Veranstaltungsagentur Hochmuth aus Leipzig die Planung und Organisation des Tauchschen, in enger Absprache mit der Stadt und den beteiligten Vereinen. Die Agentur plant unter anderem auch das Stadtfest Leipzig.